# Dicranum perlongifolium
Dicranum perlongifolium là một loài rêu trong họ Dicranaceae. Loài này được Cardot mô tả khoa học đầu tiên năm 1908.